# Turdetânia

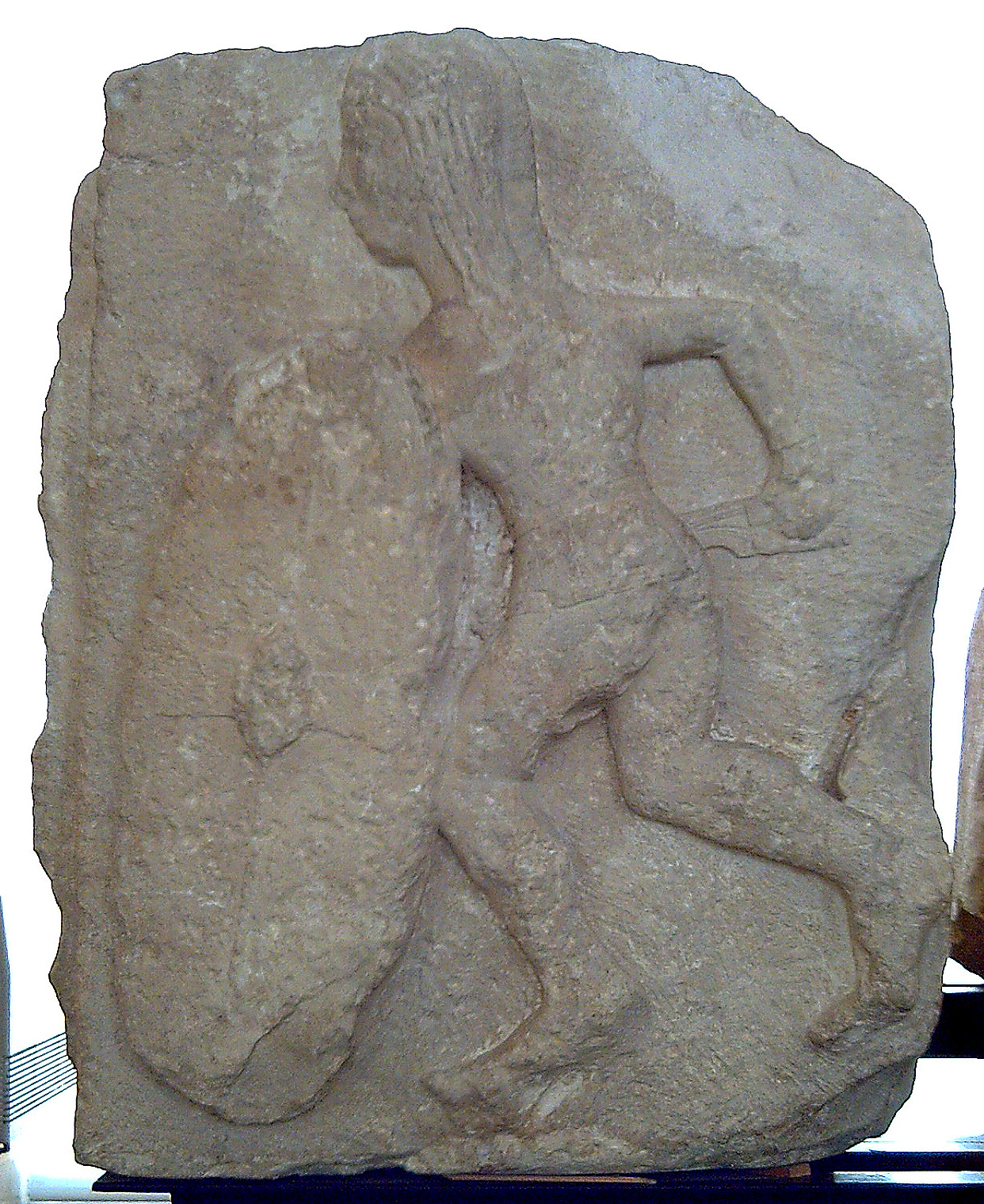
Releve de um guerreiro de Osuna

Turdetânia era a região que abrangia o vale do Guadalquivir, do Algarve até Serra Morena ocupando a maior parte da atual Andaluzia. Limitava com a Bastetânia e a Carpetânia, coincidindo com os antigos territórios da civilização de Tartessos.
Estrabo menciona-a como terra rica em recursos marinhos e terrestres, banhada pelo rio Bétis, povoada pelos Turdetanos/Túrdulos (povos diferentes segundo Plínio e Políbio que situa os Túrdulos no norte), conta que existiam mais de 200 cidades citando Córduba (Córdova), Híspalis (Sevilha) e Gades (Cádis).
Turdetânia foi denominada Bética, quando foi conquistada por Roma.